# ادبیات اروتیک

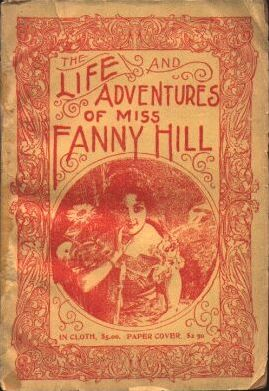
جلد نسخه آمریکایی مربوط به سال ۱۹۱۰ از رمان وابسته به عشق شهوانی فانی هیل اثر جان کلیلند.

ادبیات اروتیک (به انگلیسی: Erotic literature) یا ادبیات شهوانی داستان‌ها و گزارش‌های حقیقی و مجازی روابط جنسی انسان را در برمی‌گیرد.

## شعر اروتیک
شعر اروتیک یا شعر شهوانی نوعی شعر است، که در آن با لحن بی‌پروا، به مسایل جنسی پرداخته می‌شود. مُجُون و خلاعت عذرا از دیگر اصطلاحات مترادف این نوع شعر است.

### شعر اروتیک در ادبیات فارسی
در ادبیات فارسی از دیرباز شعر اروتیک رواج داشته، به‌طوری‌که ازرقی به دستور طغان‌شاه، کتاب الفیه و شلفیه را با تصاویری از نحوه ارتباط جنسی مرد و زن سرود. الفیه، به آلت تناسلی مرد و شلفیه به آلت تناسلی زن اشاره می‌کند. از جمله شاعران فارسی‌زبانی که دارای آثاری با محتوای اروتیک (هزل) هستند می‌توان از حکاک مرغزی، دهقان علی شطرنجی، طیان ژاژخای، حکیم کوشکی، حکیم شمس اعرج بخاری، فوقی یزدی، سوزنی سمرقندی، انوری، پوربها جامی، سراج قمری، عبید زاکانی و ایرج میرزا نام برد.
از هفت پیکر نظامی گنجوی می‌توان به عنوان شاهکاری شهوانی و نمونه‌ی درخشان صرفا اروتیک خالی از هرزه‌نگاری و رکیک‌نویسی ادب فارسی یاد کرد.
در آثار متاخر ادبیات فارسی فروغ فرخزاد به ویژه در دوره‌‌های نخست شاعری‌اش به بیان احساسات شهوانی پرداخته.
از آثار اروتیک ادبیات داستانی فارسی پس از انقلاب ایران می‌توان به رمان فیس‌بوک (انتشارات ناکجا - ١٣٨٩) نوشته سبحان گنجی اشاره کرد. 